# Apotolamprus peyrierasi
Apotolamprus peyrierasi là một loài bọ cánh cứng trong họ Bọ hung (Scarabaeidae).